# Ковальська Ніна Климівна
Ніна Климівна Ковальська (нар. 6 липня 1937, Хмельницька область) — український дипломат.

## Біографія
Народилась 6 липня 1937 року на Хмельниччині. Закінчила Київський державний університет ім. Т.Шевченка (1960), філологічний факультет, романо-германське відділення. Володіє російською, французькою, англійською мовами.
З 1960 — гід-перекладач Київського відділення «Інтуристу».
З 1964 по 1965 — стенографістка Постійного представництва Української РСР при ООН у Нью-Йорку.
З 1966 по 1967 — старший перекладач Київського відділення «Інтуристу».
З 1967 по 1970 — техсекретар відділу металургії, машинобудування і житлового будівництва Європейської економічної комісії ООН у Женеві. З 1970 — аташе відділу міжнародних організацій. З 1970 по 1991 — аташе, 3-й, 2-й, 1-й секретар відділу інформації.
З 1973 — брала участь у міжнародних форумах, конференціях, сесіях Генеральної Асамблеї ООН, була представником України в Комісії ООН з становища жінок. З 1991 по 1992 — радник відділу міжнародних організацій МЗС України. З 1992 по 1993 — завідувач сектору гуманітарного співробітництва і прав людини договірно-правового відділу МЗС України. З 1993 по 1996 — завідувач відділу прав людини, гуманітарного співробітництва та соціальних питань Управління міжнародних організацій МЗС України. З 1996 по 1998 — радник, заступник Постійного Представника України при Відділенні ООН та інших міжнародних організаціях у Женеві. З 24.02.1998 по 14.06.2000 — Надзвичайний і Повноважний Посол України в Швейцарській Конфедерації. З 20.10.1998 по 14.06.2000 — Надзвичайний і Повноважний Посол України у Князівстві Ліхтенштейн за сумісництвом. З 09.09.1998 по 06.2003 — Надзвичайний і Повноважний Посол України у Ватикані за сумісництвом.
Дипломатичний ранг: Надзвичайний і Повноважний Посол України (07.1999).

## Нагороди
- Почесна грамота Кабінету Міністрів України (08.2001);
- Хрест дами Великого хреста ордена Пія IX (16 жовтня 2001)[1].